# 속독 (춤)
속독(束毒)은 신라오기(新羅五伎)의 하나이다.

## 개요
중앙아시아의 타시켄트와 사마르칸트 일대의 속특(Soghd) 제국에서 전래한 검무의 일종으로 여겨진다. 신라 최치원(崔致遠)의 시구(詩句)에 의하면 가면극임을 짐작하게 하는데, 육당(六堂) 최남선(崔南善)도 원방인(遠方人)이 왕화(王化)를 사모하여 떼지어 와서 무악(舞樂)을 바치는 뜻을 나타내는 가면극이라고 설명했다. 최치원의 시구로 보아 고구려가 속특제국에서 받아들인 건무(建舞)의 일종으로, 호선(胡旋)·호등무(胡騰舞)와 같은 급격한 템포의 춤이라 생각된다.

## 같이 보기
- 신라오기